# Alisa Harvey

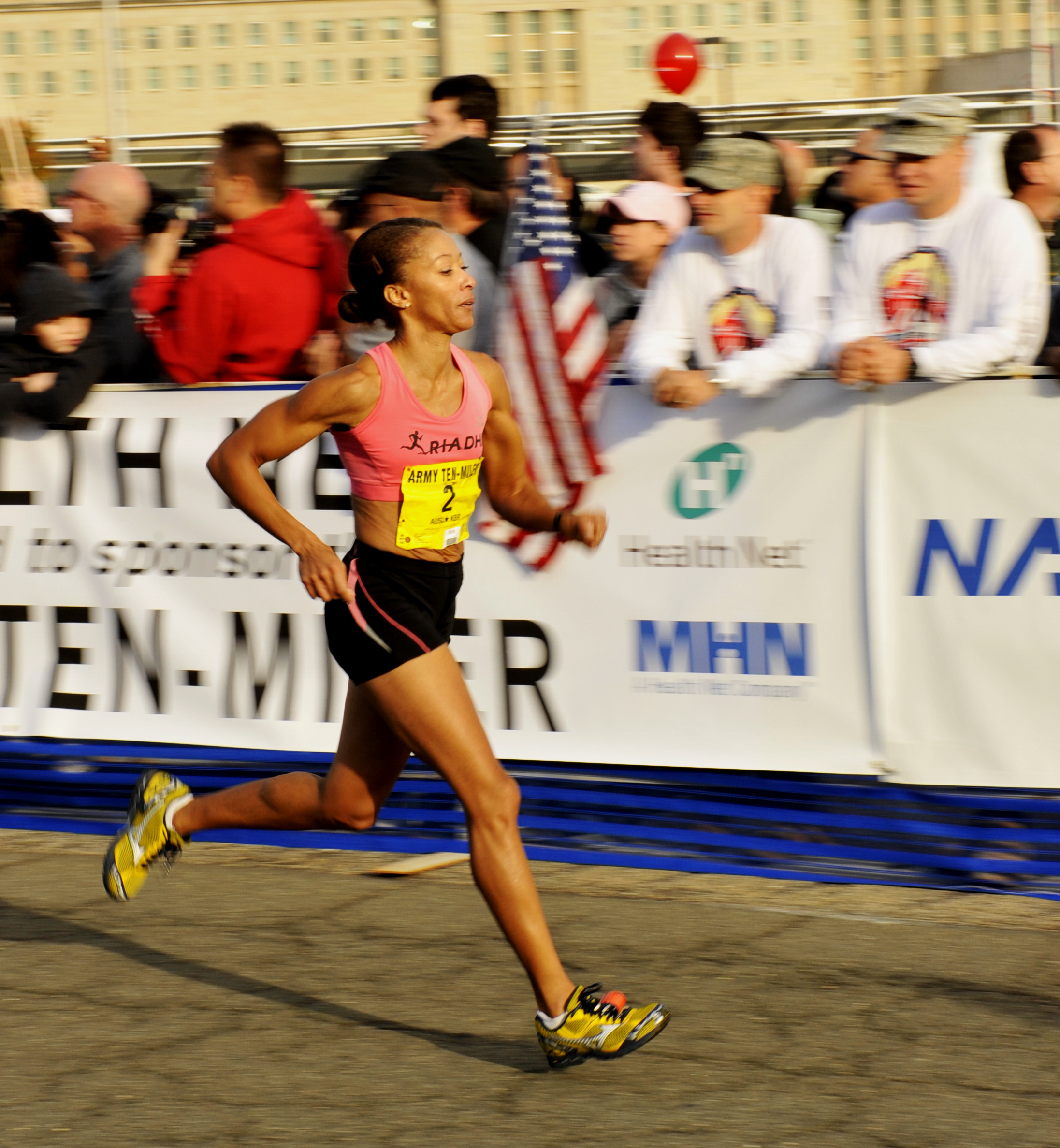
Alisa Harvey, 2010

Alisa Harvey (zeitweilig Harvey-Hill; * 16. September 1965 im Arlington County, Virginia) ist eine ehemalige US-amerikanische Mittelstreckenläuferin.
Bei den Hallenweltmeisterschaften 1989 in Budapest scheiterte sie über 800 Meter im Vorlauf.
1991 wurde sie bei den Hallenweltmeisterschaften in Sevilla Siebte über 1500 Meter. Bei den Panamerikanischen Spielen in Havanna siegte sie über diese Distanz und gewann Silber über 800 Meter.
Beim Weltcup 1992 in Havanna wurde sie Dritte über 1500 Meter.
1993 wurde sie über 1500 Meter Neunte bei den Hallenweltmeisterschaften in Toronto und schied bei den Weltmeisterschaften in Stuttgart im Vorlauf aus.
Bei den Hallenweltmeisterschaften 1999 in Maebashi kam sie nicht über die erste Runde hinaus.
1986 wurde sie für die University of Tennessee startend NCAA-Meisterin über 1500 Meter.

## Persönliche Bestzeiten
- 800 m: 1:59,72 min, 21. Juli 1995, Siegburg
  - Halle: 2:01,52 min, 10. Februar 1996, Allston
- 1000 m: 2:39,52 min, 13. September 1989, Jerez de la Frontera
  - Halle: 2:41,37 min, 14. März 1987, Oklahoma City
- 1500 m: 4:08,33 min, 21. Juni 1998, New Orleans
  - Halle: 4:08,54 min, 10. März 1991, Sevilla
- 1 Meile: 4:29,65 min, 20. Juli 1998, Uniondale
  - Halle: 4:30,72 min, 9. Februar 1990, East Rutherford
- 3000 m (Halle): 9:09,51 min, 20. Februar 1998, Boston